# François Thévenot
Pour les articles homonymes, voir Thévenot.
François Thévenot, né le 20 mars 1728 à Arlay (Jura), mort le 14 octobre 1808 à Clermont-Ferrand (Puy-de-Dôme), est un général de brigade de la Révolution française.

## États de service
Il entre en service le 20 mai 1746, au régiment de Barbançon cavalerie, et il devient fourrier en 1758. Il est blessé à la bataille de Minden le 1er août 1759. Le 1er décembre 1761, il rejoint le Régiment Royal-Navarre cavalerie, où il reçoit son brevet de sous-lieutenant le 8 avril 1782, puis celui de lieutenant le 1er janvier 1791. Il est fait chevalier de Saint-Louis en 1791.
Le 25 janvier 1792, il est nommé capitaine, puis le 21 novembre 1792, lieutenant-colonel au 22e régiment de cavalerie, et il passe chef de brigade le 15 mai 1793. Il est promu général de brigade le 30 juin 1793, à l’armée du Rhin, et il commande la colonne de gauche à la bataille de Wissembourg du 26 au 29 décembre 1793, sous les ordres du général Ferino. Il est admis à la retraite le 28 janvier 1794.
Il meurt le 14 octobre 1808, à Clermont-Ferrand.

## Sources
- (en) « Generals Who Served in the French Army during the Period 1789 - 1814: Eberle to Exelmans »
- François Thévenot  sur roglo.eu
- (pl) « Napoléon.org.pl »
- Georges-Léonard Hémeret, Connaissez-vous ces Auvergnats célèbres?: 1750-1850, Aux éditions Créer, 1990, p. 155.
- Arthur Chuquet, Les guerres de la révolution: Wissembourg (1793), Plon, 1893, p. 11